# Harold Hurrell
 Harold Hurrell (* 1940 in Barnsley, Yorkshire, Großbritannien; lebt in Hull, England) ist ein britischer Konzeptkünstler und ehemaliges Mitglied der Künstlergruppe Art & Language.

## Leben
Harold Hurrell studierte am Sheffield College of Art von 1961 bis 1964 und am Institute of Education in London von 1964 bis 1965.
Er lehrte am Hull College of Art ab 1967 und am „Function Seminar“ an der St. Martin’s School of Art im Jahr 1967 in London.
Harold Hurrell wurde Anfang der 1970er-Jahre Mitglied der Künstlergruppe Art & Language und blieb dies bis Mitte der 1970er-Jahre.
Harold Hurrell war als Mitglied von Art & Language im Jahr 1972 Teilnehmer der Documenta 5 in Kassel mit dem Projekt Index 0001 in der Abteilung „Idee + Idee/Licht“, zusammen mit den Art & Language-Künstlern Terry Atkinson, David Bainbridge, Ian Burn, Michael Baldwin, Charles Harrison, Mel Ramsden und dem US-amerikanischen Spezialisten für Kunst-Sprache Joseph Kosuth. Mit Art & Language war er auch auf der Documenta 6 im Jahr 1977 vertreten.